# Haematera thysbe
Haematera thysbe är en fjärilsart som beskrevs av Doubleday 1849. Haematera thysbe ingår i släktet Haematera och familjen praktfjärilar. Inga underarter finns listade i Catalogue of Life.